# Jan Molga
Jan Molga (ur. 1917 w Janikowicach, zm. 2001) – polski malarz, autor licznych prac o tematyce sakralnej.

## Życie i twórczość
Pochodził z ubogiej rodziny mieszkającej we wsi Janikowice k. Krakowa. Dzięki ks. proboszczowi ze wsi Zielenice udało mu się trafić do prywatnej szkoły w Istebnej, gdzie warsztaty artystyczne prowadził prof. Ludwik Konarzewski. 
Podczas okupacji niemieckiej uczestniczył w tajnych kompletach u prof. rysunku Józefa Unierzyskiego, ucznia oraz zięcia Jana Matejki.
Po zakończeniu II wojny światowej odbył studia na krakowskiej Akademii Sztuk Pięknych, a następnie przeprowadził się do Warszawy (mieszkał na Saskiej Kępie). Od 1949 do lat 60. pracował jako malarz dekorator w Teatrze Ludowym, a następnie w Teatrze Dramatycznym. Potem pracował samodzielnie jako malarz, m.in. realizując zamówienia dla kościołów. Jego prace trafiły m.in. do kościoła Najświętszego Zbawiciela, Bazyliki Najświętszego Serca Jezusowego, Sanktuarium Matki Bożej Bolesnej Królowej Polski w Licheniu Starym oraz licznych świątyniach na Dolnym Śląsku. Na beatyfikację o. Maksymiliana Kolbego przygotował obraz „Więzień Oświęcimia”. Początkowo obraz wisiał na wystawie Grupy Twórczej Zachęta, później został odkupiony przez Konferencję Episkopatu Polski, a następnie podarowany w czasie beatyfikacji 17 października 1971 papieżowi Pawłowi VI.
19 stycznia 1955 na wniosek Ministra Kultury i Sztuki został odznaczony Medalem 10-lecia Polski Ludowej.
Mieszkał i miał swoją pracownię przy ul. Zakopiańskiej 28 na Saskiej Kępie.
Jego syn Tadeusz również został malarzem.

## Upamiętnienie
16 października 2020, w 103. rocznicę urodzin odsłonięto na ul. Zakopiańskiej 28 w Warszawie tablicę upamiętniającą Jana Molgę.